# 주주 시크릿
주주 시크릿은 대한민국의 2인조 걸 그룹이다. MBC TV의 예능 프로그램인 《놀면 뭐하니?》& 땡처리 엔터테인먼트를 통해 결성된 프로젝트 그룹이다.

## 구성원
- 이미주
- 박진주

## 앨범

### 디지털 싱글
- 2023년 3월 25일 《밤이 무서워요》
- 2023년 11월 4일 《돌아와줘요》
- 2023년 12월 2일 《JS엔터》 - 잠깐만 TMIE

## 음반 외 목록

### 텔레비전 프로그램
- 2023년 12월 9일 MBC 《쇼! 음악중심》 - (스페셜 MC)

## 같이 보기
- 놀면 뭐하니?
- 원탑